# Серра-ду-Мар
Се́рра-ду-Мар (порт. Serra do Mar) — горная система Бразильского плоскогорья в юго-восточной части Бразилии. Простирается вдоль побережья Атлантического океана на 1500 км — от севера штата Санта-Катарина до северо-восточной части штата Рио-де-Жанейро.
Благодаря своей геологической ценности, богатству флоры и фауны часть Серра-ду-Мар, расположенная в штате Сан-Паулу, 6 июня 1985 года включена Советом по защите исторического наследия в список Исторического наследия региона.
Согласно § 4 статьи 225 Конституции Бразилии, Серра-ду-Мар, наряду с лесами Амазонии, Атлантическим лесом, Пантаналом и Прибрежной зоной, является национальным достоянием страны.

## География
Согласно карте Бразильского института географии и статистики, система находится на территории четырёх штатов: Санта-Катарина, Парана, Сан-Паулу и Рио-де-Жанейро. На территории нагорья находятся такие города-миллионеры, как Сан-Паулу, Куритиба и частично Рио-де-Жанейро. При этом Всемирный фонд дикой природы определяет границы экорегиона несколько шире в сравнении с геологическими: отдельные территории Серра-ду-Мар по данной версии расположены на северо-востоке штата Риу-Гранди-ду-Сул на юге штата Эспириту-Санту, а также на юге и юго-востоке штата Минас-Жерайс.

## Геология
Представляет собой приподнятый край кристаллического Атлантического щита, резко обрывающийся к Атлантическому океану, что придаёт восточным склонам вид горных хребтов. В основном состоит из гранитов и гнейсов. После разделения Южной Америки и Африки 100 млн лет назад, до того бывших частью Гондваны, между ними стал формироваться Атлантический океан. Движение материков привело к активному горообразованию. В рамках этих процессов произошло сильное поднятие всего восточного края Южной Америки, в результате чего сформировались Серра-ду-Мар и южнее — Серра-Жерал.
Согласно данным исследований, субпараллельные горные системы Серра-ду-Мар и более углублённые в континент Серра-да-Мантикейра сформировались в позднемеловую эпоху (Верхний мел), то есть не позднее 65-66 млн лет назад.
Современный рельеф горных массивов является следствием нескольких факторов — разломов, разницы прочности горных пород и воздействия выветривания осадков, достигающих показателей в 2000 мм в год.

## Экология
После начала завоевания Бразилии европейцами Атлантический лес, располагавшийся на территории Серра-ду-Мар, существенно сократился из-за хозяйственных нужд и процесса урбанизации. Уничтожена часть подлеска, исчезли некоторые ценные виды животных и растений. В Юго-восточном и Южном регионах проживает более 70 % населения Бразилии. По оценкам учёных в этих регионах осталось менее 8 % от первоначального ареала лесных угодий. Тем не менее, леса Серра-ду-Мар сохраняют чрезвычайно богатое биологическое разнообразие, уступающее в этом отношении лишь лесам Амазонии. Из 450 видов деревьев 70 % являются эндемиками. Здесь зарегистрировано около 261 вида млекопитающих, 73 (то есть 28 %) из которых являются эндемиками. По состоянию на конец 1990-х годов, в Атлантическом лесу обитало 15 видов и 24 подвида приматов, в том числе два эндемичных рода — мирики (паукообразные обезьяны) и львиные игрунки.
Сегодня функции сохранения биологического разнообразия возложены на национальные природные парки, экологические станции и резерваты, однако по прежнему актуальны проблемы лесных пожаров, кислотных дождей и браконьеров. В 1999 году территория заповедных мест Атлантических лесов Серра-ду-Мар (468 193 га) была включена ЮНЕСКО в список объектов Всемирного наследия (№ 893).

## Галерея

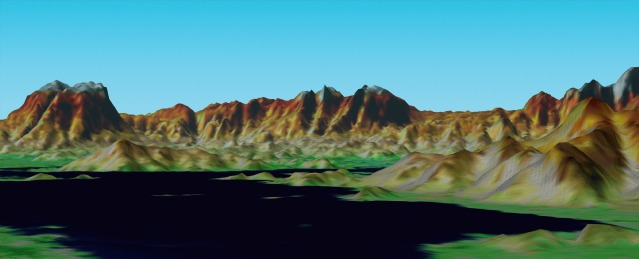
3-мерная модель гор Серра-ду-Мар в районе города Паранагуа (штат Парана)
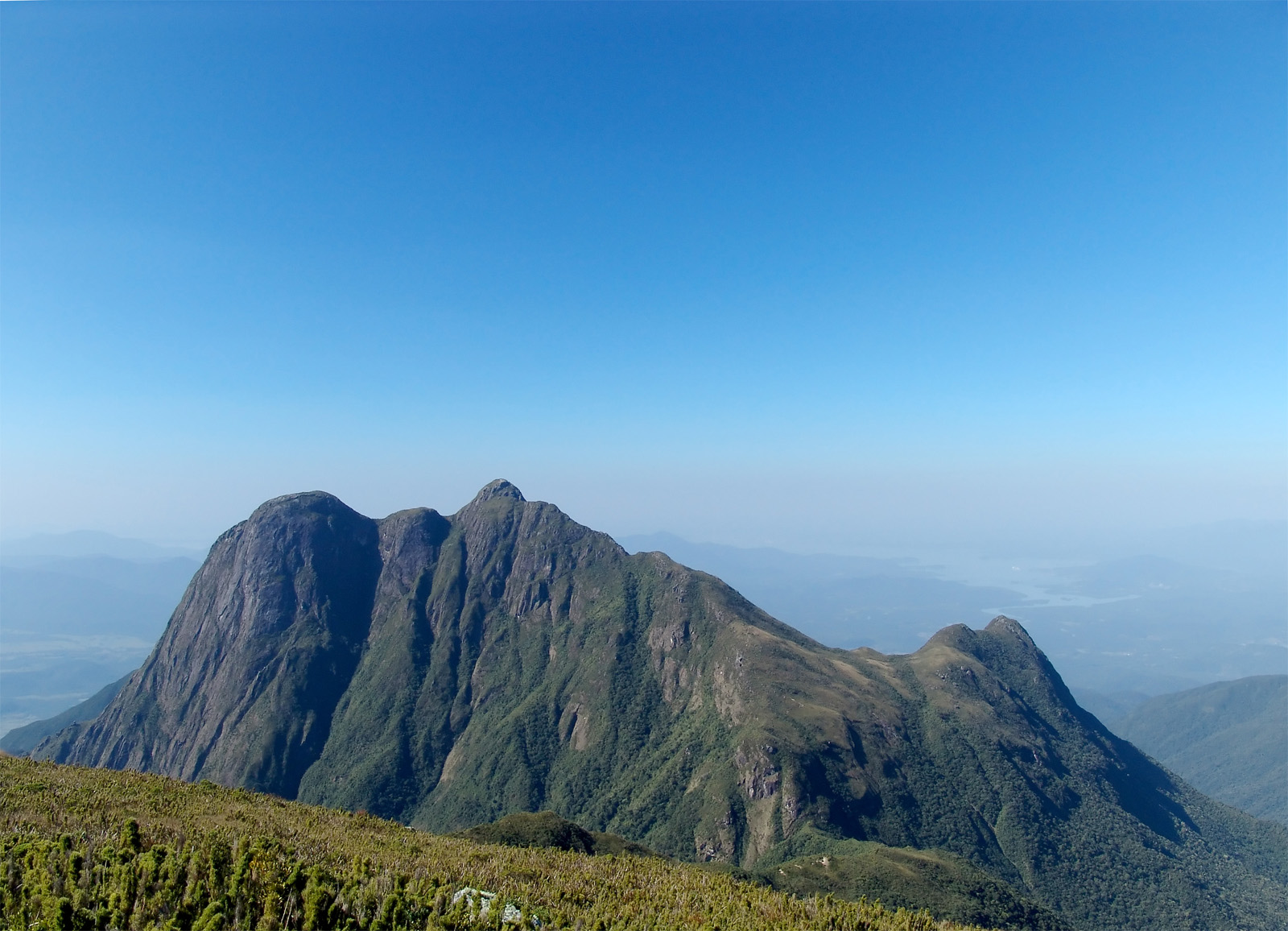
Гора Парана
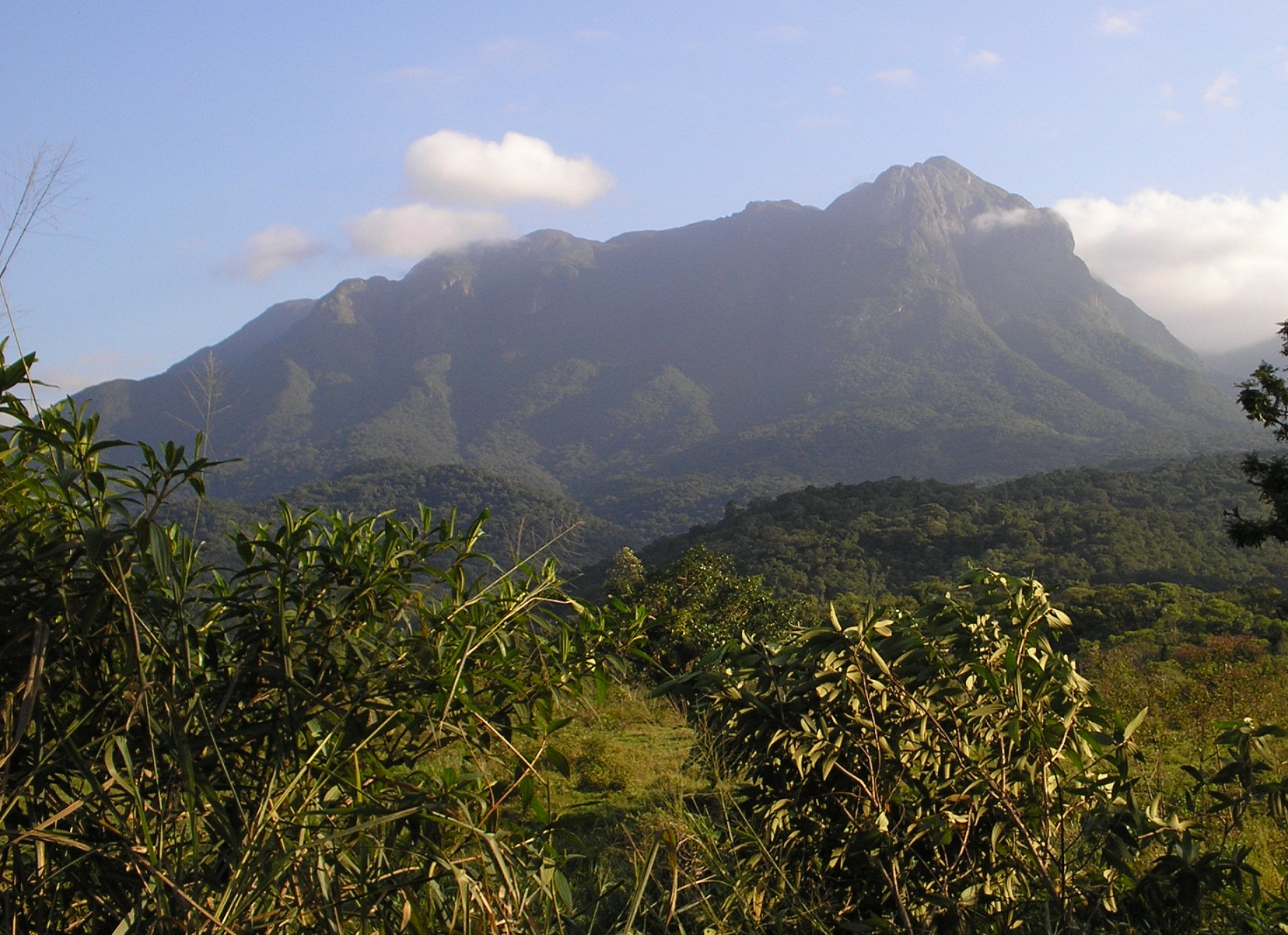
Гора Марумби (штат Парана)
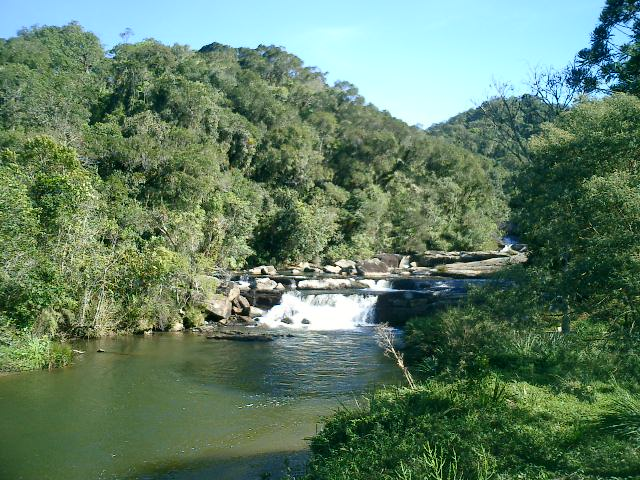
Река Параибуна (штат Сан-Паулу)